# Abd al-Kadir al-Badri
Abd al-Kadir al-Badri, arab. ‏عبد القادر البدري‎ (ur. 1921, zm. 2003) – polityk libijski, od 2 lipca 1967 do 25 października 1967 premier Libii.